# Glaeseria
Glaeseria – rodzaj ameb należących do supergrupy Amoebozoa w klasyfikacji Cavaliera-Smitha.
Należą tutaj następujące gatunki:
- Glaeseria mira (Glaeser, 1912) Volkonsky, 1931[3]